# Narciarstwo niepełnosprawnych na Zimowych Igrzyskach Olimpijskich 1988
Narciarstwo niepełnosprawnych na Zimowych Igrzyskach Olimpijskich 1988 w Calgary było dyscypliną pokazową na tej zimowej olimpiadzie. Rozegrano po dwie konkurencje wśród kobiet i mężczyzn - biegi narciarskie osób niewidomych z pilotami oraz konkurencję narciarstwa alpejskiego - zmodyfikowany slalom gigant dla osób z amputowanymi kończynami do kolan. W tabeli medalowej tryumfowali zawodnicy ze Stanów Zjednoczonych.

## Medaliści

### Mężczyźni
| Konkurencja                                                                           |                   |               |              |
| Zmodyfikowany slalom gigant osób niepełnosprawnych z amputowanymi kończynami do kolan | Alexander Spitz   | Greg Mannino  | Fritz Berger |
| Biegi narciarskie osób niewidomych z pilotami - 5 km                                  | Hans Anton Aalien | Ake Petterson | Asmund Tveit |

### Kobiety
| Konkurencja                                                                           |                   |                 |               |
| Zmodyfikowany slalom gigant osób niepełnosprawnych z amputowanymi kończynami do kolan | Diana Golden      | Cathy Gentile   | Martha Hill   |
| Biegi narciarskie osób niewidomych z pilotami - 5 km                                  | Veronika Preining | Kirsti Pennanen | Margret Heger |

## Tabela medalowa
| Poz. | Państwo           |   |   |   | Łącznie |
| ---- | ----------------- | - | - | - | ------- |
| 1    | Stany Zjednoczone | 1 | 2 | 1 | 4       |
| 2    | Austria           | 1 | 0 | 1 | 2       |
| 2    | Norwegia          | 1 | 0 | 1 | 2       |
| 4    | Niemcy            | 1 | 0 | 0 | 1       |
| 5    | Finlandia         | 0 | 1 | 0 | 1       |
| 5    | Szwecja           | 0 | 1 | 0 | 1       |
| 7    | Szwajcaria        | 0 | 0 | 1 | 1       |